# Carlos Zeca
José Carlos Gonçalves Rodrigues (født 31. august 1988 i Lissabon), omtalt Zeca, er en professionel fodboldspiller, der fra sæsonen 2023-24 spiller i den græske klub Panathinaikos. Han spillede i årene 2017-23 for den danske klub F.C. København, hvor han den største del af perioden var anfører for holdet. Han har tillige spillet for det græske fodboldlandshold. Han spiller primært som central midtbanespiller, men kan også benyttes som højre back.

## Karriere
Fra 2011 til 2017 spillede han i Grækenland og Panathinaikos FC. I marts 2017 fik han græsk statsborgerskab.
Den 28. august 2017 offentliggjorde den danske superligaklub F.C. København, at klubben havde købt spilleren af Panathinaikos FC, og indgået en 4-årig aftale med Zeca. Han fik sin debut den 10. september mod F.C. Midtjylland, hvor han scorede, og FCK vandt 4-3 på hjemmebane. Han blev fast anfører for FCK i 2018, og kontrakten blev i november 2019 forlænget til udløb sommeren 2023.
Zeca blev af F.C. København Fan Club kåret som "årets spiller" i FCK i sæsonerne 2019/20 og 2020/21. Han blev ligeledes i februar 2020 kæret som "Årets 3F Superligaspiller" af Superligaens trænere og landstræneren.
Zeca pådrog sig i oktober 2021 en korsbåndsskade under en kamp mod Viborg FF, der holdt ham ude resten af sæsonen 2021/22. Han gjorde comeback i august 2022 og opnåede 10 kampe inden en ny alvorlig skade under en kamp mod AGF den 2. oktober 2022 gjorde Zeca ukampdygtig for resten af 22/23-sæsonen. i maj blev det offentliggjort, at kontrakten med FCK ikke ville blive forlænget ved udløb. Zeca nåede at spille sin sidste kamp for FCK, da han kom tilbage efter sin skadespause nr. 2, da han spillede de ca. 20 sekunder af sæsonens sidste kamp på et tidspunkt, hvor FCK havde sikret sig mesterskabet.
Zeca opnåede i alt 194 kampe for FCK, hvori han scorede ni mål. Kampene var 140 (8) superligakampe, 7 (0) pokalkampe, 8 (1) Champions League-kampe, 32 (0) Europa League-kampe og 7 (0) Conference League-kampe.